# تازه‌کاران (فیلم)
تازه‌کاران (انگلیسی: The Rookies) یک فیلم در ژانر اکشن با بازی میلا یوویچ است که در سال ۲۰۱۹ منتشر شد.این فیلم در چین و مجارستان فیلم برداری شد.

## داستان
جائو فنگ که عاشق ورزش مخاطره‌آمیز است ، به طور تصادفی درگیر تجارت غیرقانونی بین المللی می شود. بنابراین او به دنبال یک نماینده ویژه بین المللی بروس به بوداپست می رود...